# Amerikanisering
Amerikanisering (engelska Americanization, brittisk engelska även Americanisation) syftar på det inflytande USA har på andra länders kultur- och samhällsliv. Inflytandet uppmärksammas särskilt inom populärkultur men finns även inom andra områden; det kan omfatta såväl livsmönster som värderingar. Vissa fenomen kallas ibland för amerikanisering även där det snarast är frågan om en modernisering och urbanisering som först slog igenom i USA.
Spridningen sker bland annat genom olika media som filmer, böcker och datorspel. Många TV-program har amerikanska förlagor, såsom Jeopardy. Inom urban ungdomskultur märks hiphop, rap, graffiti och kommunikationsgester såsom high five. Vissa former av amerikansk snabbmat har vidare fått internationell spridning (hamburgare och Coca-Cola). Fenomenet inbegriper även att adoptera amerikanska uttryck och vändningar, samt engelska språket.